# Meltdown (Judas Priest)
Meltdown is het derde livealbum van de Britse heavymetalband Judas Priest, uitgebracht in 1998. Het is het eerste livealbum met Tim 'Ripper' Owens.

## Tracklisting

### Cd 1
1. "The Hellion"
2. "Electric Eye"
3. "Metal Gods"
4. "Grinder"
5. "Rapid Fire"
6. "Blood Stained"
7. "The Sentinel"
8. "Touch Of Evil"
9. "Burn In Hell"
10. "The Ripper"
11. "Bullet Train"
12. "Beyond The Realms Of Death"
13. "Death Row"

### Cd 2
1. "Metal Meltdown"
2. "Night Crawler"
3. "Abductors"
4. "Victim Of Changes"
5. "Diamonds & Rust"
6. "Breaking The Law"
7. "The Green Manalishi"
8. "Painkiller"
9. "You've Got Another Thing Coming"
10. "Hell Bent For Leather"
11. "Living After Midnight"